# Ajhole
Ajhole (kannada ಐಹೊಳೆ) – miejscowość w stanie Karnataka w Indiach. W VII-VIII w. n.e. była siedzibą dynastii Ćalukjów.

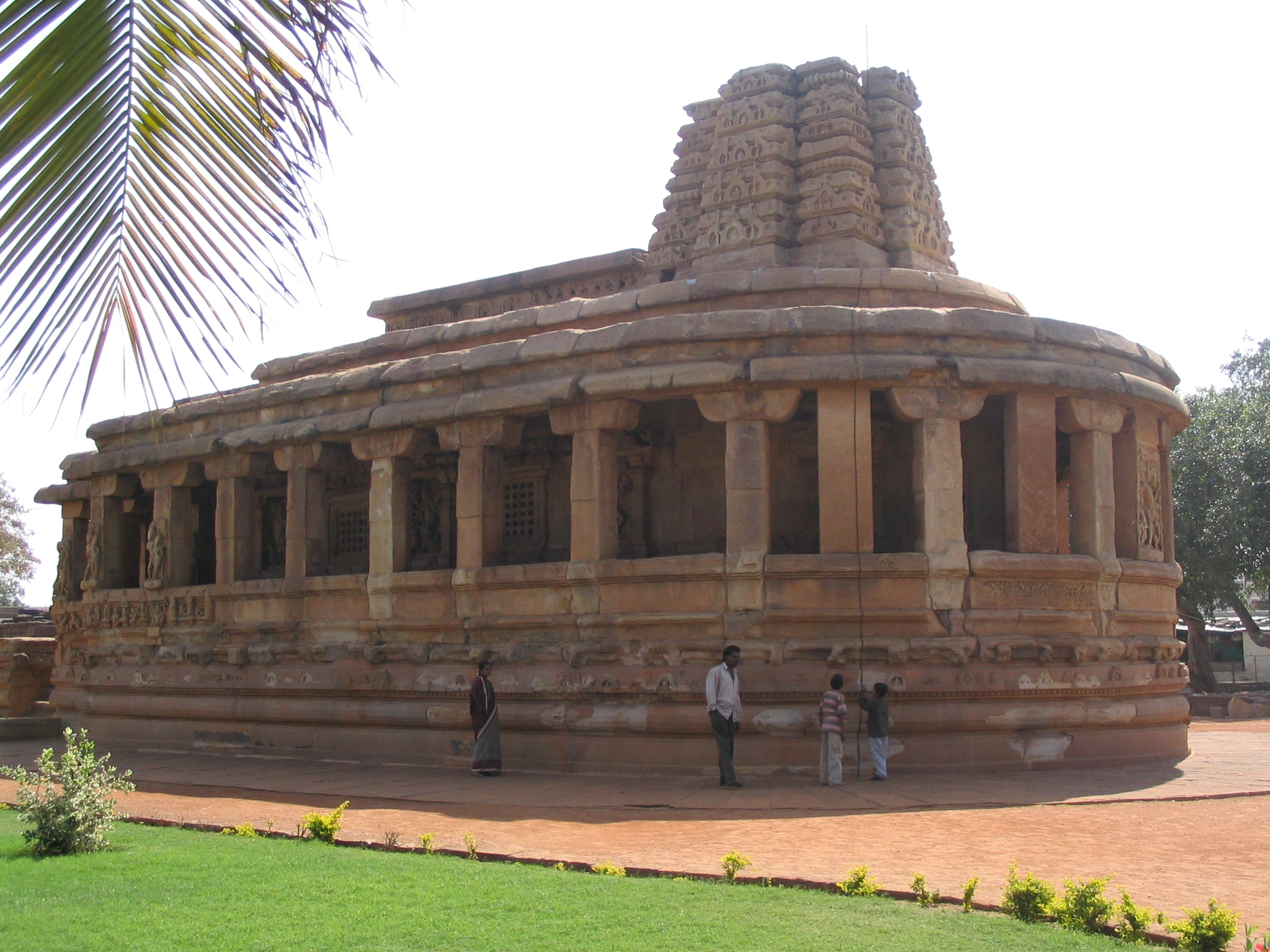
Świątynia Durgi w Aihole

Zlokalizowany jest tu zespół około 30 świątyń hinduistycznych z V-VIII w n.e.
- Najstarszą świątynią jest Lad Khan z V w. n.e., zbudowana na planie kwadratu. We wnętrzu znajduje się sala oparta na filarach.
- Inną świątynią jest świątynia Durgi z VI w. zbudowana na wzór apsydialnej ćajtji buddyjskiej.
- Ważna jest także świątynia Huczimagiludi, prawdopodobnie z VI w. n.e.